# اليساندرو كاميسا
اليساندرو كاميسا (بالإيطالية: Alessandro Camisa)‏ (13 أبريل 1985 بسان تشزاريو دي لتشه في إيطاليا - ) هو لاعب كرة قدم إيطالي في مركز الدفاع. شارك مع منتخب إيطاليا تحت 18 سنة لكرة القدم ومنتخب إيطاليا تحت 19 سنة لكرة القدم ومنتخب إيطاليا تحت 20 سنة لكرة القدم. أما مع النوادي، فقد لعب مع نادي فاريسي ونادي فيتشينزا ونادي ليتشي وايه إس دي سامبينديتيس كالتشيو ‏.

## وصلات خارجية
- اليساندرو كاميسا على موقع قاعدة بيانات كرة القدم.إي يو (الإنجليزية)